# Soins de santé en Pologne

Logo de la caisse nationale de santé

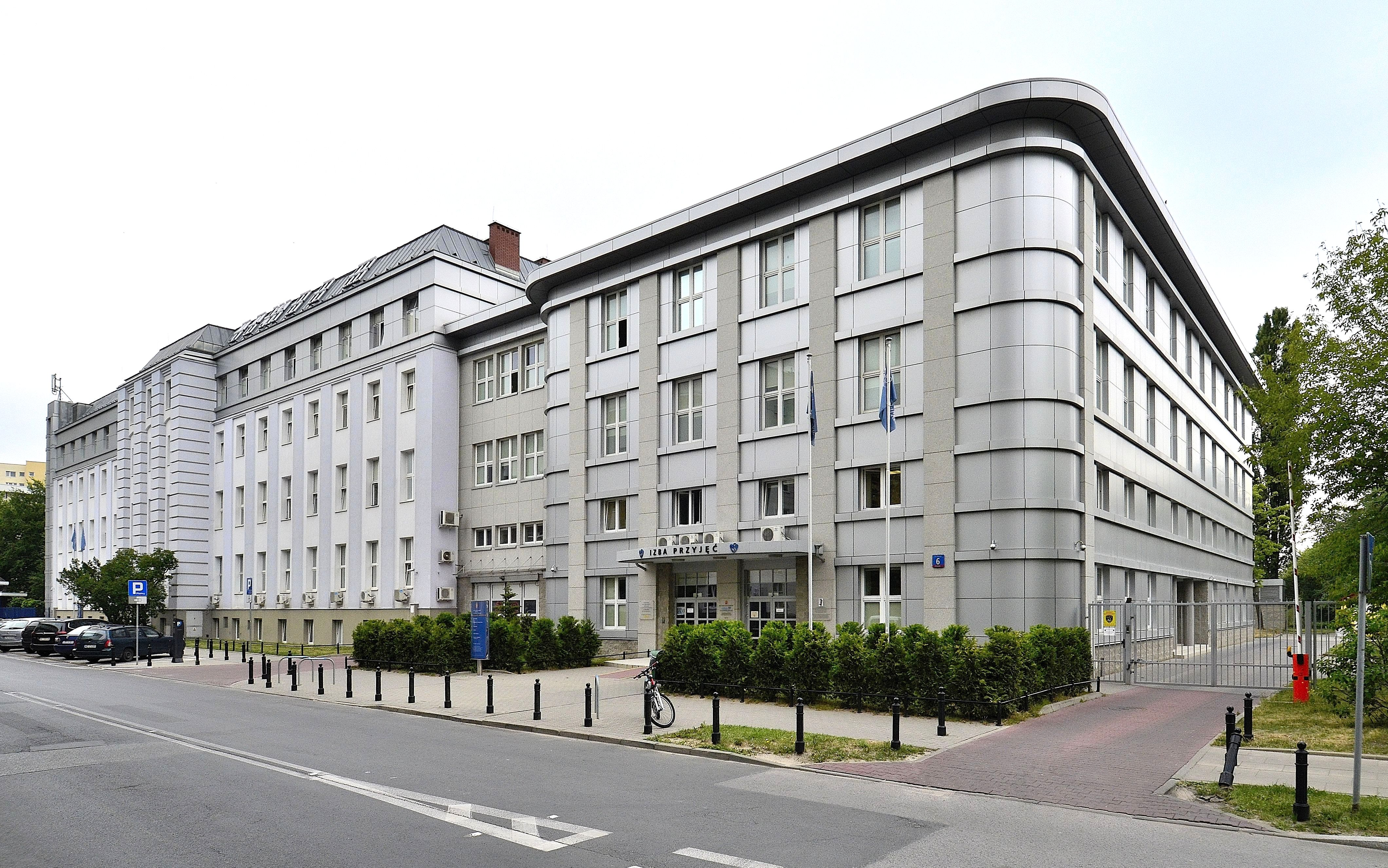
Hôpital de la rue Inflancka à Varsovie, 2015

Les soins de santé en Pologne sont basés sur l'assurance et sont fournis par un système de soins de santé financé par l'État appelé Narodowy Fundusz Zdrowia, qui est gratuit pour tous les citoyens polonais à condition qu'ils appartiennent à la catégorie "assuré" (ce qui signifie généralement qu'ils ont leur assurance maladie payés par leur employeur, ou sont le conjoint ou l'enfant d'une personne assurée).

## Description
Selon l'article 68 de la Constitution polonaise, toute personne a le droit d'avoir accès aux soins de santé. Les citoyens bénéficient d'un accès égal au système de santé financé par l'État. En particulier, le gouvernement est tenu de fournir des soins de santé gratuits aux jeunes enfants, aux femmes enceintes, aux personnes handicapées et aux personnes âgées. Cependant, le recours aux soins de santé privés est très répandu en Pologne. Les patients qui ne sont pas assurés doivent payer le coût total des services médicaux. Selon une étude menée par le CBOS en 2016, sur 84 % des patients ayant participé à l'enquête, 40 % ont déclaré utiliser à la fois les services de santé privés et publics, 37 % n'utiliser que les soins de santé publics et 7 % utiliser uniquement les services de santé privés. 77% de tous les répondants ont déclaré avoir recours aux soins de santé privés en raison d'une longue attente pour les services de soins de santé publics.

## Financement et dépenses de santé
La principale source de financement est l'assurance maladie du Fonds national de santé. Les citoyens sont tenus de payer des frais d'assurance (impôt redistribué) qui sont déduits de 9% du revenu personnel (7,75% sont déduits de l'impôt, 1,25% couverts par les assurés vont directement au Fonds national de santé). Le budget national couvre environ 5 % de toutes les dépenses de santé. Depuis 2007, les services de secours d'urgence sont entièrement financés par le budget national. Environ 70 % des dépenses de santé en Pologne sont couvertes par le Fonds national de santé, les 30 % restants provenant de l'assurance maladie privée.

## Structure
La gestion du système public de santé est répartie entre le ministère de la Santé et trois niveaux d'autonomie territoriale. Il en ressort que cela retarde la réponse aux problèmes.
La structure du système de santé en Pologne est régie par ces lois,, :
| Législation | Agir non                  |
| --- | ------------------------- |
| La loi sur l'activité médicale ( pol. Oustawa ou działalności leczniczej )                                                                     | Dz.U. z 2018 r. poz. 160  |
| La loi sur le financement public des services de santé ( pol. Oustawa o świadczeniach opieki zdrowotnej finansowanych ze środków publicznych ) | Dz.U. z 2018 r. poz. 1510 |
| La loi sur les droits des patients et le médiateur des patients ( pol. Ustawa o prawach pacjenta i Rzeczniku Praw Pacjenta )                   | Dz.U. z 2017 r. poz. 1318 |

Le Narodowy Fundusz Zdrowia est le Fonds national de santé de Pologne.

## Fournisseurs de services de santé
- Unités de soins fonctionnant comme des opérateurs économiques
- Unités de santé publique autonomes : instituts de recherche, fondations, associations et églises.
- Soins de santé privés : médical, infirmier, accoucheur, dentisterie
- Pharmacies

### Premiers soins
La base du système de soins de santé est le médecin de premier recours, qui est le plus souvent un spécialiste de la santé familiale. Ils sont responsables de la conduite du traitement et de la prise d'actions préventives pour les patients assignés. Si la maladie nécessite l'intervention d'un spécialiste, le premier médecin de référence oriente vers un hôpital ou une autre unité de soins. Les cabinets de soins primaires sont ouverts du lundi au vendredi à partir de 8h00 du matin à 6h00 pm À d'autres moments, le Narodowy Fundusz Zdrowia a des contrats avec des unités de services médicaux 24 heures sur 24. Les adresses et les numéros de téléphone des unités offrant un service médical 24 heures sur 24 sont disponibles dans les cabinets médicaux primaires. Une référence n'est pas nécessaire pour l'oncologie, la gynécologie, la psychiatrie, la dentisterie ou les maladies sexuellement transmissibles. Tous les soins dentaires ne sont pas couverts par le régime d'assurance maladie.

## Organismes de contrôle et de surveillance
- Inspection Sanitaire Nationale ( pol. sanepid )
- Inspection Pharmacologique Nationale
- Médiateur des patients
- Centres de santé publique des voïvodies
- Ministère de la santé responsable de la création et de l'exécution des programmes nationaux de santé, du contrôle et de la supervision de la situation sanitaire générale

## Accès aux services de santé

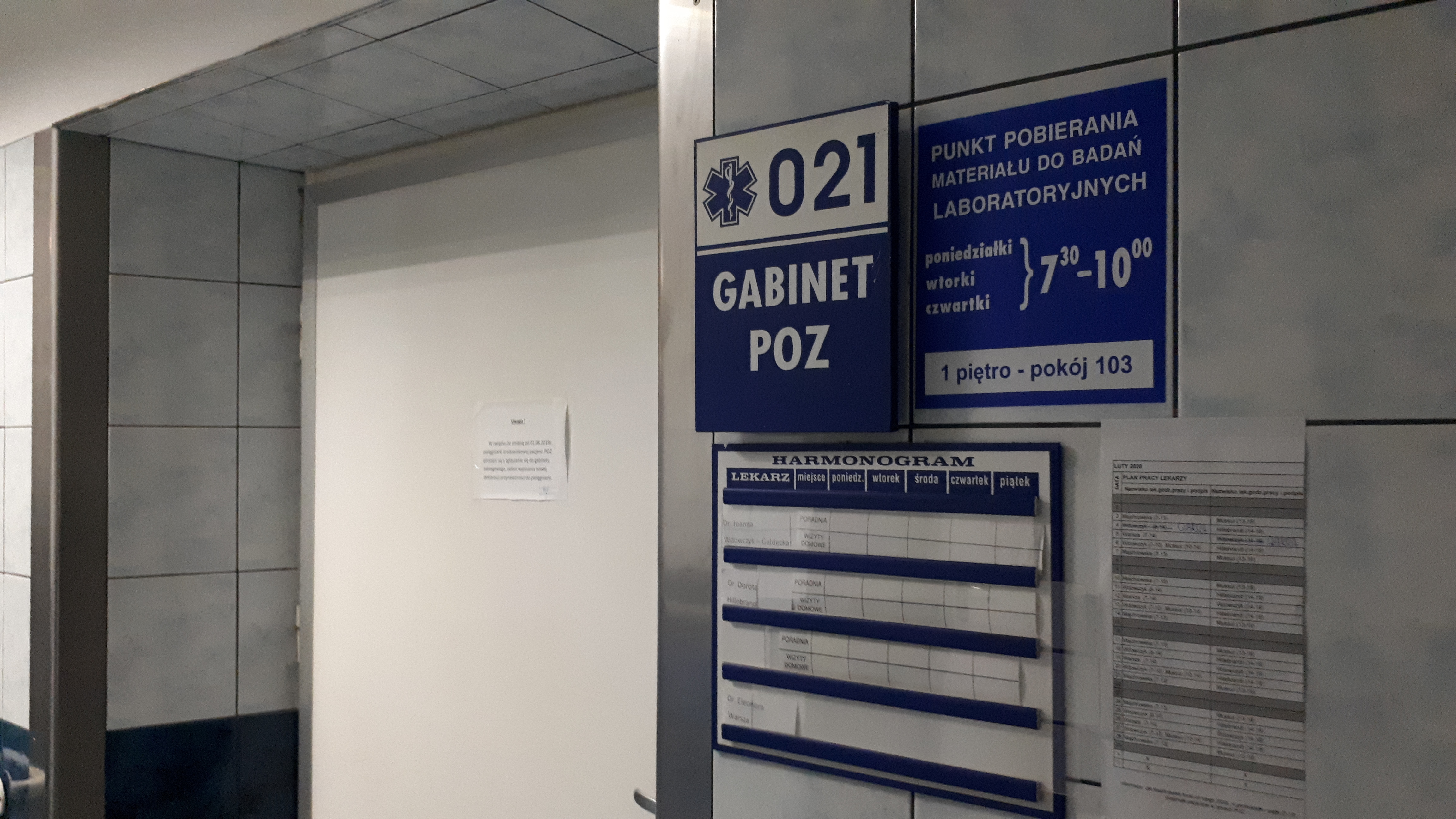
Soins primaires (POZ) chambre à Lodz

Selon la loi 240 du 27.08.2004 sur le financement public des soins de santé, l'accès aux services de soins de santé peut être fourni si le patient est en mesure de confirmer qu'il a une assurance maladie en présentant un document tel qu'une carte d'assurance, une carte d'assurance pour les membres de la famille des employés ou une carte de pensionné.
Une recommandation est nécessaire pour accéder à :
- traitement hospitalier
- traitement de récupération
- réhabilitation
- soins des maladies chroniques

L'aiguillage n'est pas obligatoire pour les patients :
- souffrant de tuberculose
- infecté par le VIH
- combattants, invalides de guerre et victimes de la répression
- civils aveugles s'ils sont victimes de la guerre
- soldats privilégiés, anciens combattants en cas de traitement de blessures et d'infections lors de l'exercice de leurs fonctions en dehors des frontières du pays
- toxicomanes et alcooliques
- passer la visite médicale pour le don d'organes

## Services médicaux d'urgence

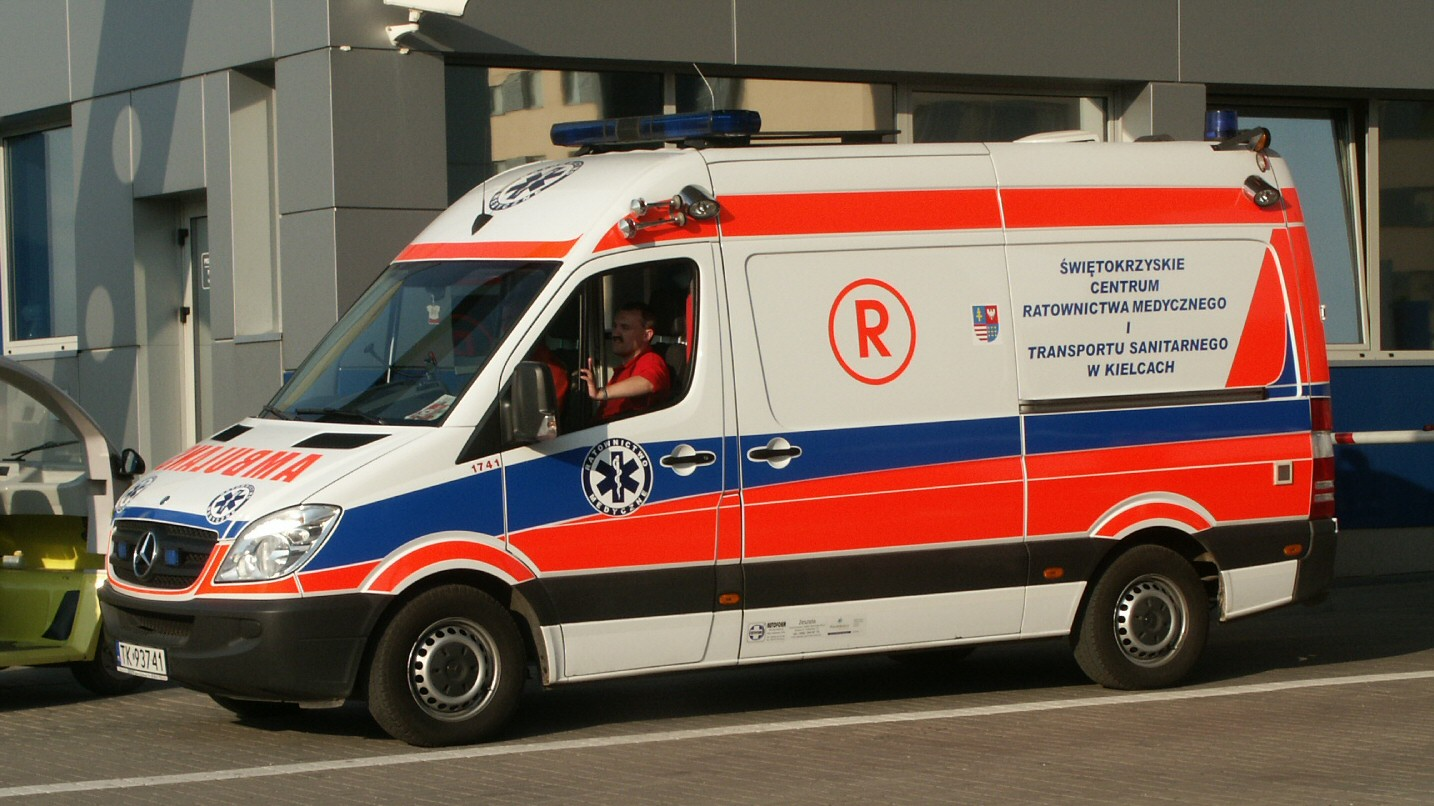
Ambulance en Pologne

Services médicaux d'urgence ( polonais : Ratownictwo Medyczne, RM) en Pologne sont un service public de soins de santé d'urgence pré-hospitaliers, y compris un service d'ambulance, fourni par les différentes villes et comtés polonais. Les services sont généralement fournis par l'hôpital public local et sont généralement financés par le gouvernement polonais. Dans un certain nombre de cas, les hôpitaux sous-traitent les services à des opérateurs privés. En plus des services financés par l'État, il existe une variété de services d'ambulance privés à but lucratif fonctionnant de manière indépendante.

## Problèmes
Le système de santé en Pologne connaît des problèmes depuis de nombreuses années. Selon l' indice européen des consommateurs de santé 2018, la Pologne occupait la 32e place sur 35. Les principaux problèmes répertoriés dans Health Consumer Index 2016 sont les suivants :
- accès difficile au médecin spécialiste (surtout aux soins hospitaliers) et attente longue des services de santé : intervention chirurgicale grave prévue plus de 90 jours, traitement anticancéreux plus de 21 jours, tomographie plus de 7 jours
- mauvais résultats dans le traitement du cancer : pas d'accès aux médicaments modernes et taux de mortalité élevé
- structure numérique des informations de santé : difficultés avec les ordonnances et les références électroniques, pas d'accès aux résultats d'examen ou à la liste des médecins autorisés